# Гулльський інцидент

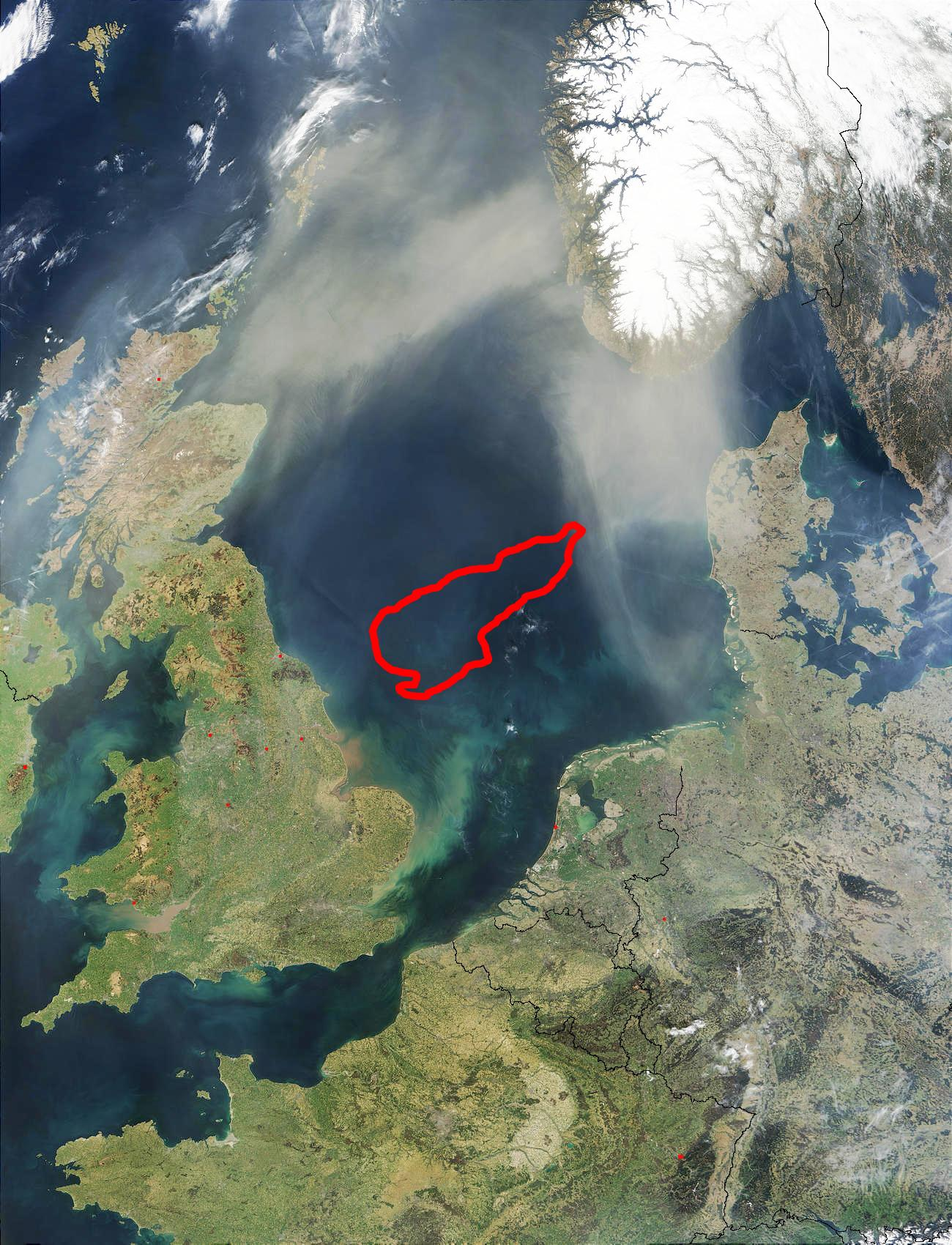
Місцезнаходження Доггер-банки у Північному морі

Гулльський інцидент (подія у Північному морі) — атака російською Другою Тихоокеанською ескадрою британських рибальських суден у ніч на 22 жовтня 1904 року в районі Доггер-банки (Північне море), неподалік від британського міста Галл (Гулль). У Великій Британії інцидент відомий також під назвою Російське свавілля (англ. The Russian Outrage)

## Передісторія
Друга Тихоокеанська ескадра під проводом віце-адмірала Зиновія Рожественського була сформована з суден Балтійського флоту і направлялась на Далекий Схід для участі у російсько-японській війні та деблокування обложеного у Порт-Артурі флоту. Перехід здійснювався за умов підвищеної бойової готовності. Були розвіддані про можливість атаки кораблів ескадри японськими диверсійними силами. Велика Британія, не вступаючи у війну, підтримувала Японську імперію, що поглиблювало пересторогу командування ескадри на переході повз британський берег. Міноносці, що входили до складу ескадри, отримали такі накази:
 — «на поході вночі не дозволяти жодному судну перетинати шлях ескадри й наближатись до неї на відстань меншу за 4 кабельтових»;
 — «пострілом під ніс зупиняти судно, що наближається, вказати йому курс виходу із забороненої зони або чекати, поки ескадра не пройде»;
 — «у разі невиконання судном вимог, застосовувати усі наявні види зброї»;
 — «судна, що не заважають ескадрі, освітлювати прожектором».

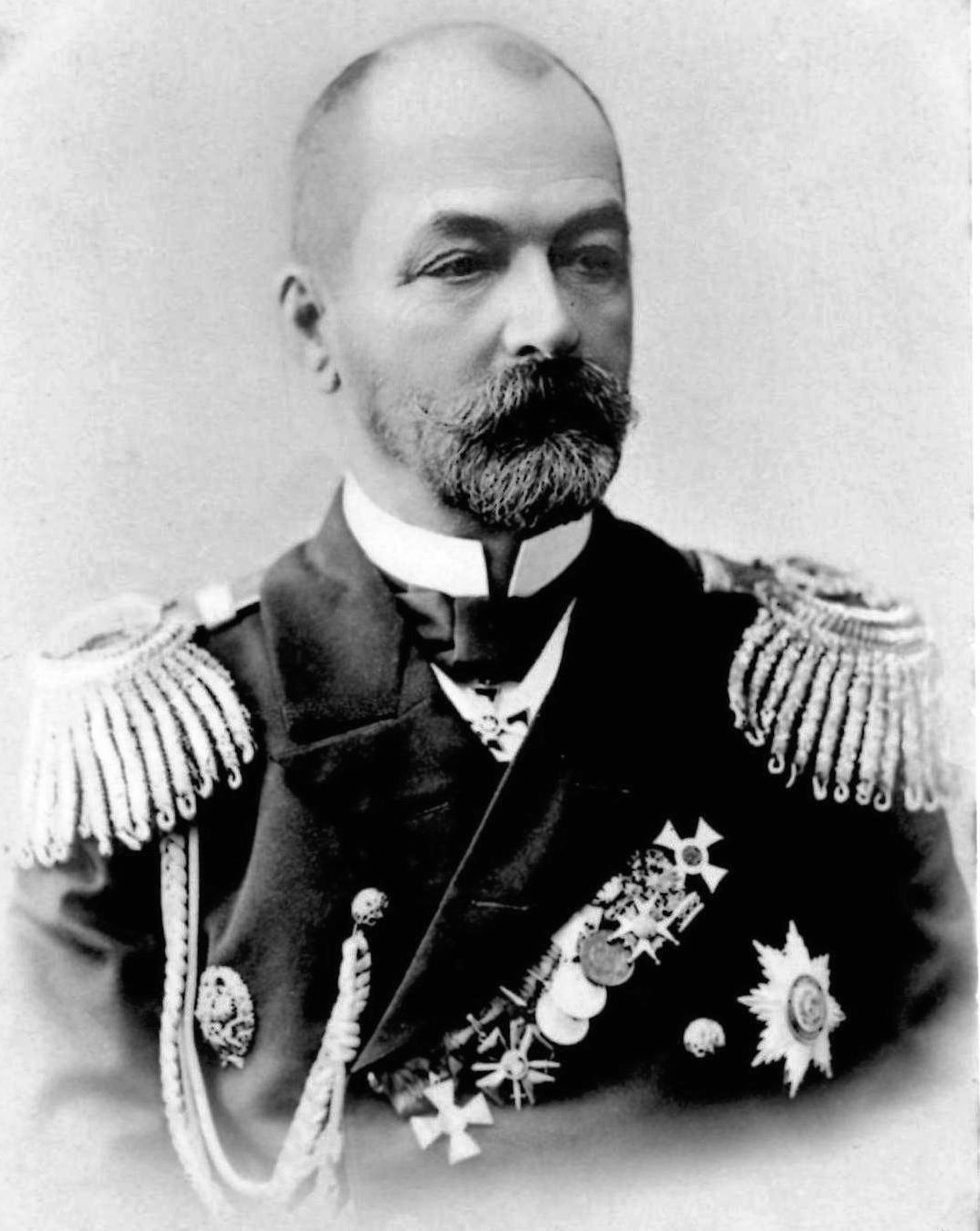
Віце-адмірал Зиновій Рожественський

Важливим новаторством у розпорядженні Рожественського було те, що наказ відкрити вогонь міг віддати і начальник вахти, якщо добре освітлений міноносець чи ворожий корабель взагалі знаходиться на відстані не більшій за 10 кабельтових у той час, коли особовий склад ще не встиг зайняти свої місця за бойовим розподілом.

## Інцидент
20 жовтня загін крейсерів контр-адмірала Енквіста увійшов у зону щільного туману, з міркувань безпеки змусив зменшити швидкість до 6 вузлів. Окрім цього, на транспорті «Камчатка» сталось пошкодження механізмів, яке змусило судно йти під однією машиною 5-вузловою швидкістю, внаслідок чого транспорт сильно відстав від крейсерів «Дмитро Донськой» (флагман начальника загону) й «Аврора».
До вечора наступної доби крейсери опинились на лівому траверзі кораблів загону віце-адмірала Рожественського, які йшли у строю кільватера курсом зюйд-вест швидкістю 7 вузлів. Колону броненосців (флагманський «Князь Суворов», «Імператор Олександр III», «Бородіно» та «Орел») замикав транспорт «Анадир».
«Камчатка» рухалась до того часу далеко позаду свого загону, та на її шляху опинилось шведське судно «Альдебаран». Близько 6 години вечора транспорт відкрив вогонь по невідомих цілях. Стрільба велась близько 30 хвилин з перервами. Разом із «Камчатки» було випущено 300 штук 47-мм снарядів. Шведське судно пошкоджено не було. Капітан «Камчатки», за деякими даними, у цей час був п'яним. О 20:45 донесення «Камчатки» про атаку «з усіх боків міноносцями» прийняли на броненосці «Князь Суворов». Відповідно до розрахунків Рожественського «міноносці, що атакували, та про присутність яких йому було справедливо чи несправедливо повідомлено, мали знаходитись милях у 50 позаду його загону і, таким чином, могли його наздогнати близько першої години ночі».
Близько 10 години вечора загоном броненосців було передано сигнал: «Подвоїти пильність й очікувати на атаку міноносців».
Броненосний загін до 00:55 вийшов майже на саме ядро рибальської флотилії. Британські свідки згодом показали, що «всі ці судна несли обов'язкові вогні та курсували відповідно до звичайних правил під керівництвом головного начальника рибалок, який передавав вказівки умовними ракетами».
Менше з тим, офіцери на ходовому містку «Князя Суворова» помітили правим бортом на відстані 18—20 кабельтових підозріле судно. На ньому вони не бачили вогнів й воно рухалось просто на броненосець. Коли підозріле судно було освітлено прожектором, спостерігачам здалось, що вони помітили міноносець, який ішов на «Суворов» повним ходом. На підставі цих спостережень Рожественський наказав відкрити вогонь.
Раптом прямо по курсу «Князя Суворова» з'явилось судно, яке розпізнали як рибальське. Умовним сигналом про припинення вогню — спрямування променю прожектора угору під кутом 45° — і сповіщення загону «не стріляти у рибалок» адмірал спробував попередити розстріл випадкового судна.
Але у цей момент з «Суворова» помітили, вже лівим бортом, інше підозріле судно. Вогонь одразу ж було відкрито. Таким чином, стрільба велась гарматами обох бортів.
Решта кораблів загону підтримали флагман вогнем. Стрільбу броненосний загін вів упродовж 10—20 хвилин.
У цей час крейсери «Дмитро Донськой» і «Аврора», які знаходились зліва на відстані 15—20 кабельтових, також відкрили бойове освітлення й почали стріляти у тому самому напрямку, що й броненосці.
Результати інциденту: 2 рибалок убито, 6 поранено, одне судно затонуло, 5 — зазнали пошкоджень різного ступеню тяжкості. У крейсер «Аврора» влучило 5 снарядів, випущених російськими кораблями, якими було тяжко поранено священика (відірвало руку, згодом помер) і легко — комендора. На кораблі пробито передній димар, машинний кожух й надводний борт у трьох місцях. На броненосці «Орел» розірвало під час пострілу дульну частину 75-мм гармати. Кораблі зробили 500 пострілів з гармат і 1800 з кулеметів.

## Наслідки
Інцидент призвів до серйозного дипломатичного конфлікту між Російською імперією та Великою Британією. Британська преса називала російських моряків «піратами», звинувачуючи їх у ненаданні допомоги постраждалим. Королівський флот вийшов у море, наздогнав і блокував ескадру Рожественського в іспанському порту Віго до врегулювання інциденту. Росія погодилась сплатити британським рибалкам 65 000 фунтів. Тим не менше, за наполяганням Британії, для розслідування обставин події було створено третейський суд, що складався з п'яти адміралів різних національностей, «комісарів». Це був перший в історії досвід створення незалежного міжнародного суду для розслідування збройного інциденту.
Висновки комісії казали, що «немає жодних підстав для приниження військових якостей або гуманних почуттів адмірала Рожественського чи особового складу його ескадри». Головне питання — чи дійсно були міноносці на Доггер-банці чи ні — комісія не розглядала. Разом із тим, основні висновки комісії були не на користь Російської імперії:
 — «більшість комісарів… вважає, що ані серед рибалок, ані взагалі у цих місцях не було жодного міноносця; через це відкриття адміралом Рожественським вогню не виправдовувалось»;
 — «тривалість вогню з правого борту… здавалась більшості комісарів більшою за потрібну»;
 — «більшість комісарів шкодують, що адмірал Рожественський під час проходу через Па-де-Кале не потурбувався сповістити владу сусідніх морських держав про те, що він був змушений стріляти у рибальські судна невідомої приналежності і що останні потребують допомоги».
Британська преса після Гулльського інциденту виступила із вкрай різкими антиросійськими заявами, зокрема висувались вимоги негайного повернення Другої тихоокеанської ескадри назад у Кронштадт й передачі адмірала Рожественського до суду військового трибуналу.
Питання було врегульовано дипломатичним шляхом. Російська імперія сплатила британському уряду 65 000 фт. ст., які й були надані постраждалим.